# Les Brown (hudebník)
Lester Raymond Brown (14. března 1912 Reinerton, Pensylvánie – 4. ledna 2001 Los Angeles, Kalifornie) byl americký jazzový hudebník, který vedl Les Brown and His Band of Renown v letech 1938 až 2000.

## Životopis
Brown se narodil v Reinertonu v Pensylvánii. Zapsal se do Conway Military Band School (pozdnější část Ithaca College) v 1926, kde studoval se známým kapelníkem Patrickem Conwayem tři roky před obdržením hudebního stipendia na New York Military Academy, kterou absolvoval v roce 1932. Brown navštěvoval vysokou školu Duke University v letech 1932-1936. Tam vedl skupinu Les Brown and His Blue Devils, kteří pravidelně hráli na Dukeovském areálu a na východním pobřeží. Brown si vzal kapelu na rozsáhlé letní turné v roce 1936. Na konci turné, zatímco někteří členové kapely se vrátili k Dukeovi, aby pokračovali ve svém vzdělání, jiní zůstali s Brownem a pokračovali v turné, stal se z nich v roce 1938 Band of Renown. Původní bubeník skupiny, Don Kramer, se stal hereckým manažerem a pomohl definovat jejich budoucnost. V roce 1942 Brown a jeho skupina uzavřeli práci na snímku RKO "Sweet and Hot"; hráli v Palladium Ballroom v Hollywoodu. O pár let později, v roce 1945, tato kapela proslavila Doris Day s jejich nahrávkou "Sentimental Journey". Vydání písně se shodovalo s koncem druhé světové války v Evropě a stalo se neoficiální písní pro návrat domů pro mnoho veteránů. Kapela měla dalších devět dalších hitů, včetně "I Got My Love to Keep Me Warm".

## Ocenění
V roce 2010 byl Brown zařazen do Music Hall of Fame Severní Karolíny.

## Úmrtí
Les Brown Sr. zemřel v roce 2001 ve věku 88 let na rakovinu plic a byl pohřben na památném hřbitově Westwood Village v Los Angeles v Kalifornii. Přežila ho manželka Evelyn, syn Les Jr., a dcera Denise.

## Diskografie
- Connee Boswell I Don't Know (1950)
- Connee Boswell Martha (1950)
- Over the Rainbow (1951)
- Palladium Concert 1953 (Group 7, 2005)
- Live at the Hollywood Palladium (1954)
- Dancer's Choice (Capitol, 1956)
- Les Brown & His Orchestra, Vol. 2 (Hindsight, 1949)
- Radio Days Live (early radio recordings, 2001)
- Les Brown & His Band of Renown (Coral, 1957)
- Swing Song Book (Coral, 1957)
- Concert Modern (Capitol, 1958)
- Live at Elitch Gardens 1959 (1959)
- The Les Brown Story: His Greatest Hits in Today's Sound (Capitol, 1959)
- Play Hits From The Sound of Music, My Fair Lady, Camelot, and Others (Columbia, 1963)
- Stereophonic Suite for Two Bands: The Les Brown Band and Vic Schoen and His Orchestra (Kapp, 1959)
- A Sign of the Times (Decca, 1966)
- Today (MPS, 1976)
- Goes Direct to Disc (The Great American Gramophone Company, 1977)
- Digital Swing (Fantasy, 1986)
- Anything Goes (USA, 1994)
- America Swings (Hindsight, 1995)
- Bandland / Revolution in Sound (Collectables, 1995)
- Sentimental Thing with Bing Crosby & Billy Eckstine (Sounds of Yesteryear, 2003)
- The Les Brown All-Stars (Group 7, 2006)
- No Name Bop
- A Good Man Is Hard to Find
- Thank You for Your Fine Attention